# کوسه هفت‌آبششی تیزبینی
کوسه هفت‌آبششی تیزبینی (نام علمی: Heptranchias perlo) نام یک گونه از راسته شش‌کمان‌سانان است.